# 제9회 EBS 국제다큐영화제
제9회 EBS 국제다큐영화제는 2012년 8월 17일에 열린 시상식이다.

## 수상 및 후보

### 다큐멘터리 정신상
- 첨단 기술, 하류 인생 - 스티븐 T. 메잉 수상

### 심사위원 특별상
- 기적을 그리다 - 로크사레 가엠 마가미 수상

### 시청자 관객상
- 내가 본 혁명 - 숀 맥앨리스터 수상

### UNICEF 특별상
- 이노센테 - 안드레아 닉스 외 1명 수상

### 페스티벌 초이스 대상
- 그들만의 세상 - 헬레나 트레슈티코바 수상

### 에듀 초이스 대상
- 엄마 품에서 - 아테아 알 다라지 외 1명 수상

### 페스티벌 초이스
- 앰배서더 - 매즈 브루거
- 바나나 소송사건, 그 이후 - 프레드릭 게르튼
- 기적을 그리다 - 로크사레 가엠 마가미
- 첨단 기술, 하류 인생 - 스티븐 T. 메잉
- 엄마는 불법체류자 - 에드 모쉬츠
- 그들만의 세상 - 헬레나 트레슈티코바
- 푸틴의 키스 - 라이즈 버크 패더슨
- 내가 본 혁명 - 숀 맥앨리스터
- 성모마리아, 콥트교도 그리고 나 - 나미르 아델 메시
- 그녀 앞의 세상 - 니샤 파후자

### 에듀초이스
- 데프 잼 - 주디 리프
- 엄마 품에서 - 아테아 알 다라지 외 1명
- 꺽다리 소녀들 - 에드다 바움만 본
- 언젠간 행복할 거야 - 파벨 비소크잔스키
- 이노센테 - 안드레아 닉스 외 1명

### 한국 다큐멘터리 파노라마
- 아버지의 이메일 - 홍재희
- 링 - 이진혁
- 챠강티메, 흰 낙타 이야기 - 문동현
- 투 올드 힙합 키드 - 정대건
- 두 개의 선 - 지민
- 학교 가는 길 - 김민지

### 월드 쇼케이스
- 지구 반대편의 초상 - 빅토르 코사코프스키
- 아파트 - 아론 골드핑거
- 영원한 봉인 - 마이클 매드슨
- 실낙원3: 연옥 - 조 벨링거 외 1명
- 라디오맨 - 매리 커
- 툰드라 북 - 알렉세이 바크루셰프
- 병사는 만들어진다 - 헤더 코트니
- 브릿과 잉거 - 피터 겔데헤그

### 다큐 속의 영화
- 블레임 앤 플레임 - 모함마드레자 파르자드
- 신의 도움이 필요해 - 페니 보즈니악
- 우리 가족은 왜 이래! - 마므두 압딜

### 스포츠 다큐멘터리
- 불룸 댄서 - 안드레아스 코에포에드
- 차이나 헤비급 - 창 융
- 너클볼! - 릭키 스턴 외 1명
- 베코지의 달리는 아이들 - 제리 로스웰

### 뮤직 다큐멘터리
- 엘 구스토 - 사피네즈 부스비아
- 내 생애 단 한 번 - 마크 무르만 외 1명
- 사운드브레이커 - 키모 코스켈라
- LP 매니아 - 파올로 캄파나

### 단편 다큐멘터리
- 라즈 온 에어 - 이옥섭
- 타인을 보는 눈 - 빌렘 티머스 외 1명
- 모들린 가족 이야기 - 세르히오 옥스만

### 로스 맥켈위 특별전
- 포토그래픽 메모리 - 로스 맥켈위
- 위대한 잎사귀 - 로스 맥켈위
- 여섯시 뉴스 - 로스 맥켈위
- 셔먼의 행진 - 로스 맥켈위